# Fiat Talento
Il Fiat Talento è una versione a passo accorciato della prima generazione del furgone Fiat Ducato, prodotta dal 1989 al 1994; andava a riempire nel catalogo FIAT un vuoto, relativo ai furgoni più compatti, lasciato dall'uscita dal mercato del Fiat 900 e del Fiat 238.
Si poteva avere soltanto a tetto basso e al posto della classica porta scorrevole laterale ne aveva una apribile a compasso e comunque molto più corta. La produzione cessò insieme a quella del Ducato 1ª serie che nel 1994 lasciò il posto al nuovo modello.
Per trovare un erede nella stessa tipologia di furgoni di lunghezza ridotta bisognerà attendere in casa FIAT l'anno successivo, con la presentazione dello Scudo.
Nel 2016 il nome del veicolo è stato riutilizzato per il nuovo modello destinato a sostituire lo Scudo.